# Petra Gerster

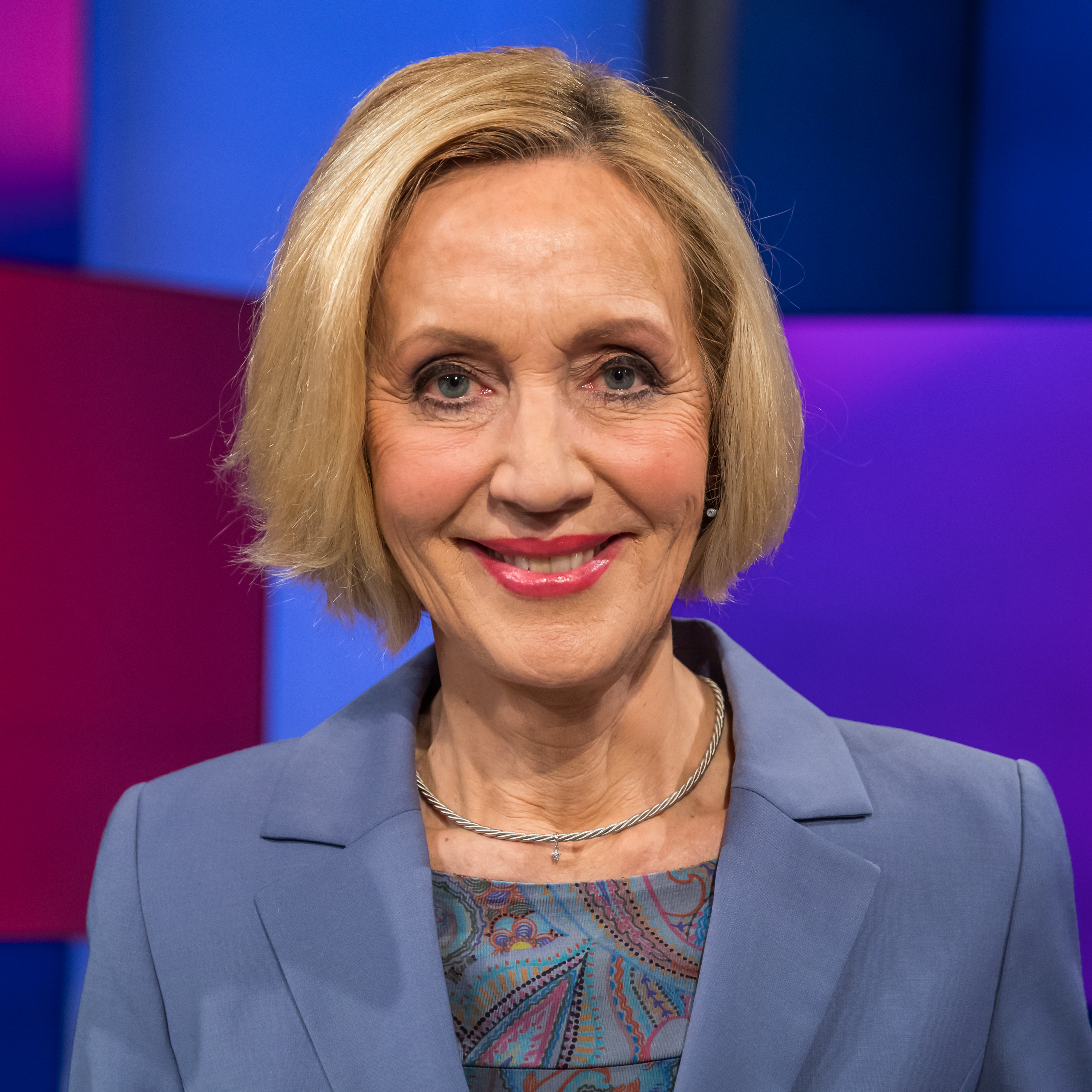
Petra Gerster, 2025

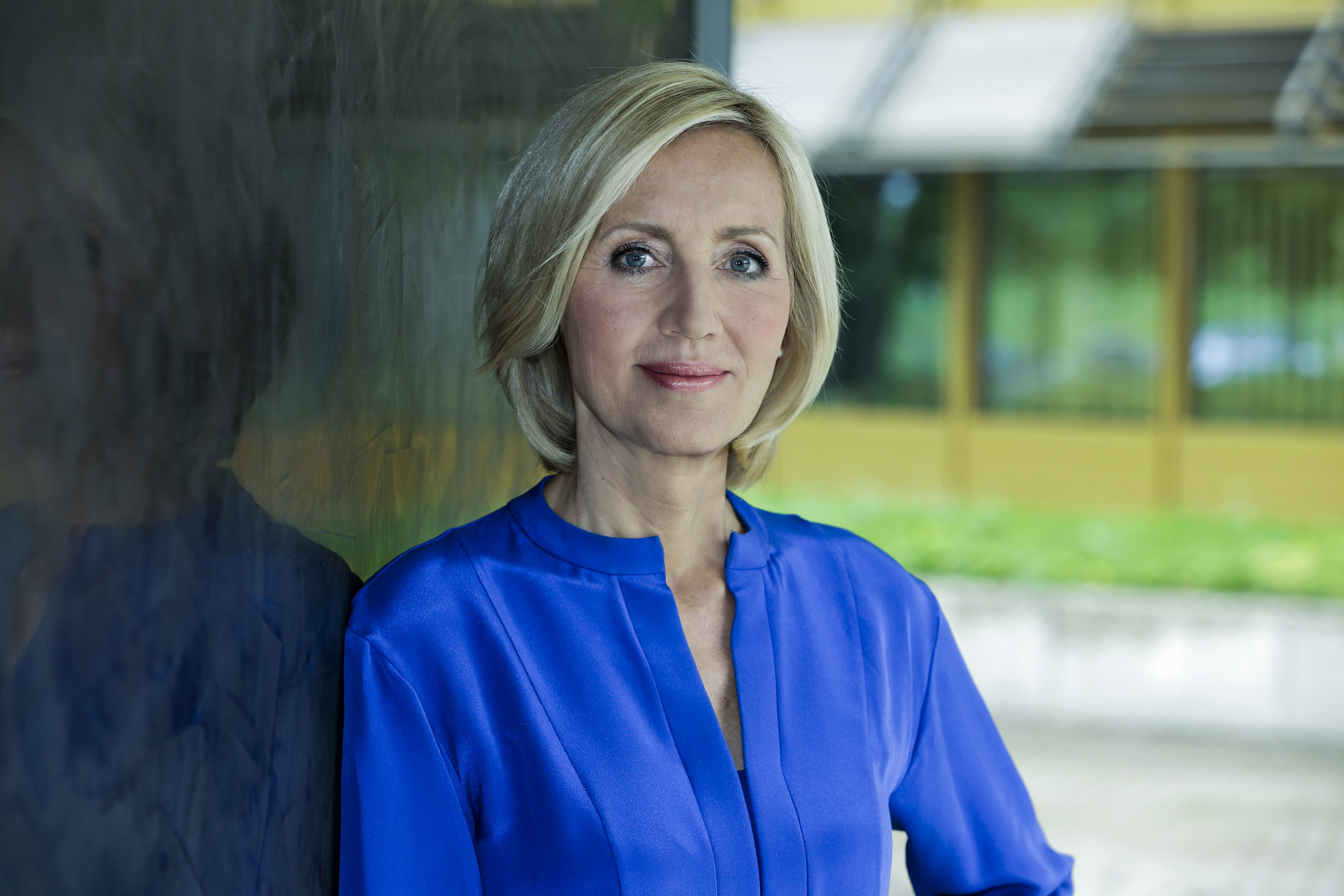
Petra Gerster, 2016

Petra Gerster (* 25. Januar 1955 in Worms) ist eine deutsche Journalistin und ehemalige Fernsehmoderatorin.

## Biografie
Gerster ist die Tochter eines Arztes. Sie hat drei ältere Geschwister, zwei Schwestern und einen Bruder. Sie war während ihrer Schulzeit am humanistischen Rudi-Stephan-Gymnasium in Worms politisch aktiv: Sie kämpfte für mehr Mitbestimmung an ihrer Schule und erreichte nach eigenen Angaben die Teilnahme der Schüler an Notenkonferenzen. Nach dem Abitur 1973 studierte sie unter anderem als Stipendiatin der Studienstiftung des deutschen Volkes Literaturwissenschaft, Germanistik und Slawistik an der Universität Konstanz sowie in den USA und in Paris. Danach absolvierte sie ein Volontariat beim Kölner Stadtanzeiger. Eigentlich wollte sie Lehrerin werden. Sie hatte einen Referendariatsplatz in Göppingen, entschied sich dann aber für das Volontariat.
Nach ersten beruflichen Erfahrungen im Fernsehen beim WDR und beim BR übernahm Petra Gerster 1989 die Moderation des Magazins ML Mona Lisa im ZDF. Diese Aufgabe nahm sie zehn Jahre lang wahr und erhielt dafür unter anderem 1996 den Hanns-Joachim-Friedrichs-Preis.
Ab August 1998 war sie als Hauptmoderatorin im Studio in der Hauptausgabe der heute-Nachrichten um 19 Uhr zu sehen. Am 26. Mai 2021 verließ Gerster das ZDF, um in den Ruhestand zu gehen. Sie verabschiedete sich mit den Worten „Lebbe geht weider“, einem Zitat des ehemaligen Fußball-Trainers Dragoslav Stepanović.
Für ihr Lebenswerk erhielt Petra Gerster 2020 die Hedwig-Dohm-Urkunde des Journalistinnenbundes, der damit ihre mehr als 30-jährige Tätigkeit für das ZDF beim Frauenmagazin ML Mona Lisa und als Moderatorin der Primetime ehrt. „Früher als andere hat sie Frauen sprachlich sichtbar gemacht, gendert in ihren Moderationen klug und elegant“, hieß es in der Begründung. Sie sei mutig und beharrlich und damit für Frauen in den Medien ein Vorbild.
Derzeit ist Petra Gerster Mitglied des Stiftungsrates der Förderstiftung „Hilfe für die bedrohte Tierwelt“ der Zoologischen Gesellschaft Frankfurt, im Vorstand der Stiftung urban future forum e. V. und im Beirat der E.ON-Stiftung.
Sie bezeichnet sich selber als Agnostikerin.

## Familie
Gerster ist die Schwester des Politikers und ehemaligen Präsidenten der Bundesagentur für Arbeit, Florian Gerster, und eine Nichte zweiten Grades des CDU-Politikers Johannes Gerster. Sie hat drei Geschwister. Sie ist mit dem Publizisten Christian Nürnberger verheiratet. Sie haben zwei Kinder – eine Tochter (* 1990) und einen Sohn (* 1993). Ihre Tochter Livia Gerster ist ebenfalls Journalistin; sie ist seit 2016 für die Frankfurter Allgemeinen Zeitung tätig.

## Auszeichnungen
- 1996: Hanns-Joachim-Friedrichs-Preis für Fernsehjournalismus
- 1998: Goldene Kamera für „Glaubwürdigkeit im TV“[14]
- 1999: Bambi für heute-Präsentation
- 2003: Goldener Leser-Gong (Leserwahl zu Deutschlands Nachrichtenmoderatorin Nr. 1)
- 2020: Hedwig-Dohm-Urkunde des Journalistinnenbundes

## Veröffentlichte Bücher
- mit Christian Nürnberger: Der Erziehungsnotstand. Wie wir die Zukunft unserer Kinder retten. Rowohlt Verlag, Berlin 2002, ISBN 3-87134-433-8.
- mit Christian Nürnberger: Stark für das Leben. Wege aus dem Erziehungsnotstand. Rowohlt Verlag, Berlin 2003, ISBN 3-87134-464-8.
- Reifeprüfung. Die Frau von 50 Jahren. Rowohlt Verlag, Berlin 2007, ISBN 978-3-87134-533-3.
- mit Andrea Stoll: Ihrer Zeit voraus. Frauen verändern die Welt. cbj Verlag, München 2009, ISBN 978-3-570-13403-0.
- mit Christian Nürnberger: Charakter. Worauf es bei Bildung wirklich ankommt. Rowohlt Verlag, Berlin 2010, ISBN 978-3-87134-679-8.
- Es wächst zusammen … Wir Deutschen und die Einheit. Lingen Verlag, Köln 2010, ISBN 978-3-938323-61-8.
- mit Christian Nürnberger: Die Meinungsmaschine. Wie Informationen gemacht werden – und wem wir noch glauben können. Ludwig Buchverlag, München 2017, ISBN 978-3-453-28047-2.
- mit Christian Nürnberger (Hrsg.): Es geschehen noch Zeichen und Wunder. Die fünfzig schönsten Redewendungen der Bibel. Deutsche Bibelgesellschaft, Leipzig 2019, ISBN 978-3-438-06289-5.
- mit Christian Nürnberger: Vermintes Gelände – Wie der Krieg um Wörter unsere Gesellschaft verändert: Die Folgen der Identitätspolitik. Wilhelm Heyne Verlag, München 2021, ISBN 978-3-453-60610-4.
  - Hörbuch gesprochen von Beate Himmelstoß, cc-live, München 2022, ISBN 978-3-95616-499-6.